# Prezident Kosova
Prezident Kosovské republiky (albánsky Presidenti i Republikës së Kosovës, srbsky Председник Републике Косова, Predsednik Republike Kosova) je hlavou a hlavním představitelem částečně uznané Kosovské republiky v zemi i v zahraničí.
Prezident je volen nepřímo, Shromážděním Kosova, v tajném hlasování dvoutřetinovou většinou poslanců. Pokud žádný z kandidátů nezíská v prvních dvou kolech dvoutřetinovou většinu, je při třetím hlasování zvolen kandidát, který získá prostou většinu.
Hlasování Shromáždění Kosova by se mělo konat nejpozději měsíc před koncem funkčního období stávajícího prezidenta. Funkční období prezidenta je pětileté a může být jednou prodlouženo.

## Historie a předchůdce
Prvním poválečným prezidentem, který byl ve funkci až do své smrti v lednu 2006, se stal Ibrahim Rugova. Jeho nástupcem se stal Fatmir Sejdiu. Když Sejdiu 27. září 2010 odstoupil z funkce, vykonával funkci úřadujícího prezidenta Jakup Krasniqi. Dne 22. února 2011 byl prezidentem zvolen Behgjet Pacolli, což bylo rychle vyhodnoceno jako protiústavní krok. Dne 4. dubna 2011 Pacolli odstoupil a bylo rozhodnuto, že bude zvolen jiný kandidát, který bude funkci vykonávat až rok. Dne 7. dubna 2011 byla prezidentkou zvolena Atifete Jahjagová, zástupkyně ředitele kosovské policie v hodnosti generálmajora.

## Seznam prezidentů

### Kosovská republika (od 2008)
| Pořadí | Portrét | Jméno (narození–úmrtí) | Nástup do úřadu   | Konec v úřadu     | Délka působení v úřadu | Strana                     |
| ------ | ------- | ---------------------- | ----------------- | ----------------- | ---------------------- | -------------------------- |
| 1.     |         | Fatmir Sejdiu          | 17. února 2008    | 27. září 2010     | 2 roky a 222 dní       | Demokratická liga Kosova   |
| —      |         | Jakup Krasniqi         | 27. září 2010     | 22. února 2011    | 148 dní                | Demokratická strana Kosova |
| 2.     |         | Behgjet Pacolli        | 22. února 2011    | 4. dubna 2011     | 41 dní                 | Aliance pro nové Kosovo    |
| —      |         | Jakup Krasniqi         | 4. dubna 2011     | 7. dubna 2011     | 3 dny                  | Demokratická strana Kosova |
| 3.     |         | Atifete Jahjagová      | 7. dubna 2011     | 7. dubna 2016     | 5 let a 0 dní          | nestranička                |
| 4.     |         | Hashim Thaçi           | 7. dubna 2016     | 5, listopadu 2020 | 4 roky a 212 dní       | Demokratická strana Kosova |
| —      |         | Vjosa Osmaniová        | 5, listopadu 2020 | 22. března 2021   | 137 dní                | Guxo                       |
| —      |         | Glauk Konjufca         | 22. března 2021   | 4. dubna 2021     | 13 dní                 | Vetëvendosje!              |
| 5.     |         | Vjosa Osmaniová        | 4. dubna 2021     | současnost        | 3 roky a 351 dní       | Guxo                       |

Vysvětlivky
1. 1 2 3 4  Zastupující prezident